# Hemoglobinopatia
O termo hemoglobinopatia refere-se à uma gama de doenças ocasionadas por defeitos numa proteína denominada hemoglobina, presente nas hemácias. A principal função da hemoglobina é o transporte de oxigênio dos pulmões para os tecidos, e de gás carbônico dos tecidos aos pulmões para assim ser liberado
Podem ocorrer dois tipos de defeitos na produção da hemoglobina:
- Anormalidades estruturais, ocasionadas por alterações na produção de aminoácidos constituintes das cadeias de globina
- Síntese desbalanceada, com quantidades anormais das cadeias de globina

## Fisiopatologia
Em alguns casos de substituição de um aminoácido na cadeia de globina não há significante alteração na sua função e outros casos há comprometimento fisiológico da integridade da hemoglobina.
A hemoglobina instável pode gerar:
- Diminuição na afinidade pelo oxigênio: lembrando que a hemoglobina normal carrega oxigênio do sangue para os pulmões, quando há a produção de uma hemoglobina anormal isso pode gerar uma diminuição na afinidade da hemoglobina pelo oxigênio. Exemplos: Hb Seattle, Hb Vancouver e Hb Mobile.
- Aumento na afinidade pelo oxigênio: raramente acontece. Exemplos: Hb Chesapeake e HbJ Capetown.
- Metahemoglobina: a hemoglobina neste caso apresenta íon férrico no estado oxidado (Fe+++) ao invés do ferroso normal (Fe++).Acontece em caso de HbM.
- Hemoglobina instável: Ocorre a formação de inclusões dentro das hemácias chamadas corpúsculos de Heinz.
- Cristalização: Ocorre em casos de HbS e HbC.
- Falcização: Em casos de HbS.

## Sintomas
A maioria das hemoglobinoapatias causa de leve a moderada anemia. Em alguns casos, há anemia hemolítica.

## Hemoglobinopatias mais comuns
- Talassemia é um distúrbio no qual não são produzidas cadeias de hemoglobina.

- HbS

- HbC (hemoglobinopatia C)

- Sβ-talassemia (Hb Sβ-tal)

- HbE

- HbD-Punjab

- HbO-Arab

- HbM

- Hb Lepore

## Diagnóstico
- Eletroforese de Hemoglobina
- Cromatografia Líquida de Alta Resolução (HPLC).